# Diecezja Juneau
Diecezja Juneau (łac. Dioecesis Junellensis, ang. Diocese of Juneau) – historyczna rzymskokatolicka diecezja ze stolicą w Juneau, w stanie Alaska, Stany Zjednoczone.
Powstała 23 czerwca 1951 wskutek wyłączenia części terytorium z wikariatu apostolskiego Alaski (dzisiejszej diecezji Fairbanks). Obecne granice uzyskała 22 stycznia 1966. W diecezji pracowało kilkunastu duchownych.
Decyzją papieża Franciszka z dnia 19 maja 2020 roku diecezja została zniesiona, a jej terytorium scalone z archidiecezją Anchorage, która tego dnia otrzymała nazwę archidiecezja Anchorage-Juneau.

## Ordynariusze
- Robert Dermot O'Flanagan (1951–1968)
- Francis Thomas Hurley (1971–1976)
- Michael Hughes Kenny (1979–1995)
- Michael Warfel (1996–2007)
- Edward James Burns (2009–2016)
- Andrew Bellisario (2017–2020)